# Whatever U Like
Whatever U Like doveva essere il primo singolo estratto dall'album di debutto di Nicole Scherzinger, "Her Name Is Nicole", poi non più pubblicato.
Il singolo è stato prodotto con la collaborazione del rapper T.I. ed è stato pubblicato nel luglio del 2007 negli Stati Uniti.

## Video
Il video di Whatever U Like è stato pubblicato il 20 agosto. Il video presenta uno sfondo molto oscurato e dei riflettori ogni tanto lo illuminano.Nicole nel video fa delle acrobazie da contorsionista dentro una scatola nera,non molto grande, dove dopo canterà insieme a T.I..
Nel video inoltre Nicole cammina lungo una striscia di sassi,in un ambiente pieno di vapore, o è immersa in dell'acqua buia e profonda, da cui emerge per cantare. Alle volte ha anche la faccia semiimmersa nell'acqua, mentre un'altra Nicole esce da essa con un costume bianco o un corpetto completamente nero.

## Tracce

### Singolo
| # | Title                             | Time |
| - | --------------------------------- | ---- |
| 1 | "Whatever U Like"                 | 3:55 |
| 2 | "Whatever U Like (Clean Version)" | 3:55 |
| 3 | "Whatever U Like (Instrumental)"  | 3:55 |
| 4 | "Whatever U Like (A Cappella)"    | 3:55 |

### Versione dell'album (alternativa)
| # | Titolo                                        | Durata |
| - | --------------------------------------------- | ------ |
| 1 | "Whatever U Like (Alternative Version)"       | 3:39   |
| 2 | "Whatever U Like (Alternative Clean Version)" | 3:39   |
| 3 | "Whatever U Like (Alternative Instrumental)"  | 3:39   |
| 4 | "Whatever U Like (Alternative A Cappella)"    | 3:39   |

### Remix
| # | Titolo                                        | Durata |
| - | --------------------------------------------- | ------ |
| 1 | "Whatever U Like (JohnBoy Remix)"             | 4:20   |
| 2 | "Whatever U Like (SmurfBeatz Remix)"          | 3:25   |
| 3 | "Whatver U Like(I.R. Remix)[ft. Keri Hilson]" | 3:55   |

## Classifiche
| Classifica (2007)                    | Posizione massima |
| ------------------------------------ | ----------------- |
| Canada                               | 57                |
| U.S. Billboard Hot 100               | 104               |
| U.S. Billboard Hot R&B/Hip-Hop Songs | 113               |